# Xperia Z4 Tablet
Xperia Z4 Tablet（エクスペリア ゼットフォー タブレット）は、ソニーによって開発された、Android搭載のタブレット型端末である。